# Швенчёнельский район
Швенчёнельский район (лит. Švenčionėlių rajonas) — административно-территориальная единица в составе Литовской ССР, существовавшая в 1950—1959 годах. Центр — город Швенчёнеляй.
Швенчёнельский район был образован в составе Вильнюсской области Литовской ССР 20 июня 1950 года. В его состав вошли 21 сельсоветов Швенчёнского уезда и 1 сельсовет Утенского уезда.
28 мая 1953 года в связи с ликвидацией Вильнюсской области Швенчёнельский район перешёл в прямое подчинение Литовской ССР.
7 декабря 1959 года Швенчёнельский район был упразднён, а его территория разделена между Утенским (2 сельсовета) и Швенчёнским (город Швенчёнеляй и 8 сельсоветов) районами.